# Guanethidin
Guanethidin (Handelsname: Thilodigon (D), Hersteller: Alcon) ist ein Arzneistoff, der in der Bluthochdrucktherapie, also als Antihypertonikum, sowie lokalanästhetisch zur Blockade eines Nervs verwandt wird. Aufgrund seines auf Beeinflussung des sympathischen Nervensystems beruhenden Wirkmechanismus wird es auch als Antisympathotonikum bezeichnet.

## Pharmakologie

### Wirkweise und Pharmakokinetik
Der Wirkmechanismus des Guanethidin beruht auf der Verminderung der Freisetzung des Botenstoffs Noradrenalin aus den Endigungen der Nervenzellen in den synaptischen Spalt. Initial wird zunächst vermehrt Noradrenalin ausgeschüttet. Aufgrund seiner hohen Affinität zu den Noradrenalin-Transportsystemen in der Vesikelmembran und der Axonmembran der Varikosität wird die Wiederaufnahme des ausgeschütteten Noradrenalins verhindert und stattdessen das Guanethidin gespeichert. Guanethidin besitzt allerdings nicht die Wirkung des Noradrenalin, das ansonsten mittels α1-Adrenozeptorenaktivierung über Blutgefäßverengung eine Blutdruckerhöhung bewirkt. Schmerztherapeutisch macht man sich zudem den Umstand zunutze, dass Guanethidin die efferente sympathische Nervenleitung hemmt. Diese „Guanethidinblockade“ genannte Anwendung beschränkt sich dabei jedoch auf die Extremitäten. Nach Anlegen einer Staubinde und anschließender intravenöser Injektion hält die Wirkung für etwa 24–72 Stunden an. Guanethidin dringt nicht in das Zentralnervensystem (ZNS) ein.

### Nebenwirkungen
In Stresssituationen wird das Stresshormon Adrenalin, auf dessen Speicherung und Ausschüttung Guanethidin keinen Einfluss nimmt, aus dem Nebennierenmark freigesetzt, was wiederum eine Blutdrucksteigerung zur Folge hat. Da jedoch jede längerfristige Ausschaltung des Sympathikus in einer Überempfindlichkeit der Erfolgsorgane gegenüber Katecholaminen – wie etwa Adrenalin – resultiert, kann es bei emotionaler Aufgewühltheit zu einer plötzlichen Blutdruckkrise kommen.

Darüber hinaus kann es nach Guanethidingabe zu Ejakulationsstörungen in Form von Aspermatismus kommen; hierbei bleibt trotz eines Orgasmus der Samenerguss aus, wobei es sich dabei nicht um eine Störung des Ejakulationsmechanismus, sondern um ein Versiegen der Spermaliquorproduktion durch eine totale, isolierte, aber reversible Sekretionshemmung der sog. Geschlechtsdrüsen, insbesondere der Prostata und Bläschendrüsen, handelt.

### Wechselwirkungen
Methylphenidat kann die hypotensive Wirkung von Guanethidin herabsetzen. Andererseits kann die anfängliche sympathomimetische Wirkung von Guanethidin verstärkt werden.

## Verwandte Verbindungen
- Guanethidinsulfat[S 1]
- Guanethidinmonosulfat[S 2]

## Externe Links zu erwähnten Verbindungen
1. ↑  Externe Identifikatoren von bzw. Datenbank-Links zu Guanethidinsulfat:  CAS-Nr.: 60-02-6, EG-Nr.: 200-452-0, ECHA-InfoCard: 100.000.411, PubChem: 65328, ChemSpider: 58812, DrugBank: DBDBSALT001861, Wikidata: Q27122278.
2. ↑  Externe Identifikatoren von bzw. Datenbank-Links zu Guanethidinmonosulfat:  CAS-Nr.: 645-43-2, EG-Nr.: 211-442-0, ECHA-InfoCard: 100.010.403, PubChem: 86471, ChemSpider: 77986, Wikidata: Q27122277.